# Aristida cumingiana
Aristida cumingiana är en gräsart som beskrevs av Carl Bernhard von Trinius och Franz Josef Ivanovich Ruprecht. Aristida cumingiana ingår i släktet Aristida och familjen gräs. Inga underarter finns listade i Catalogue of Life.